# یواس‌اس استارلایت (ای‌پی-۱۷۵)

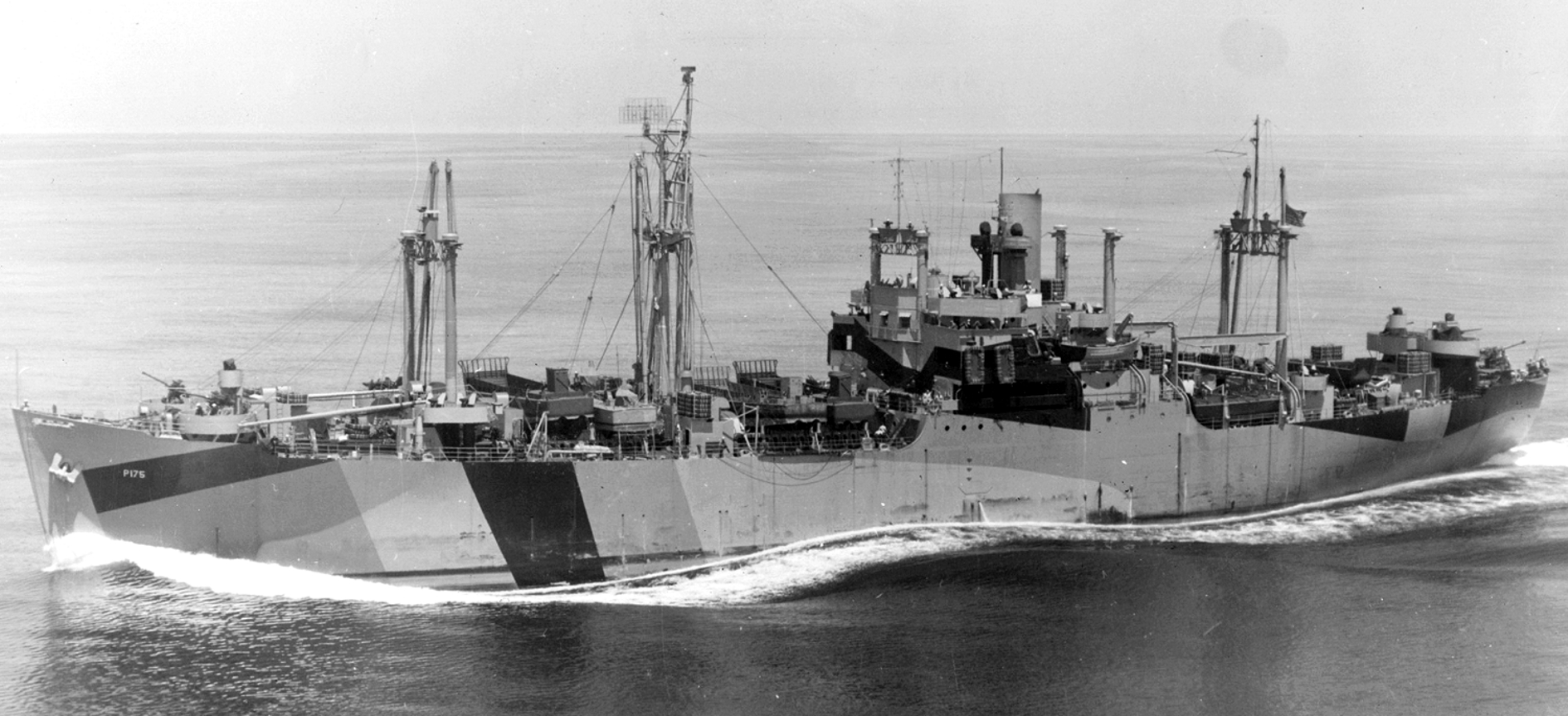
یواس‌اس استارلایت (ای‌پی-۱۷۵)

یواس‌اس استارلایت (ای‌پی-۱۷۵) (به انگلیسی: USS Starlight (AP-175)) یک کشتی بود که طول آن ۴۵۹ فوت ۲ اینچ (۱۳۹٫۹۵ متر) بود. این کشتی در سال ۱۹۴۳ ساخته شد.